# MDNA
MDNA is het twaalfde studioalbum van de Amerikaanse artiest Madonna, uitgebracht op 23 maart 2012 via Interscope. Het is Madonna's eerste album dat niet uitgebracht is via Warner Bros Records. Voor dit album is samengewerkt met Alle Benassi, Benny Benassi, Demolition Crew, Free School, Michael Malih, Indiigo, William Orbit en Martin Solveig.

## Geschiedenis
Het album werd over het algemeen positief beoordeeld. MDNA belandde op nummer één in Nederland en België en ook nog in veel andere landen, onder andere Australië, Canada, Italië, Spanje, het Verenigd Koninkrijk en de Verenigde Staten. Madonna vestigde in Australië en het Verenigd Koninkrijk een record met de meeste nummer 1-albums van een soloartiest ooit, maar gaf in de Verenigde Staten ook de grootste verkoopdaling in de tweede week te zien.
De leadsingle van het album, "Give Me All Your Luvin'", kwam uit op 3 februari 2012 en werd daarme de 38e toptienhit in de Billboard Hot 100. De tweede single, "Girl Gone Wild" verscheen op 2 maart 2012. Ter promotie van het album trad Madonna tijdens de Super Bowl op, en naast de tournee is dit de enige vorm van promotie die het album krijgt.

## Tracklist
| Nr.                  | Titel                                               | Schrijvers                                                                        | Producers                                   | Duur |
| -------------------- | --------------------------------------------------- | --------------------------------------------------------------------------------- | ------------------------------------------- | ---- |
| 1.                   | "Girl Gone Wild"                                    | Madonna, Jenson Vaughan, Alle Benassi, Benny Benassi                              | Madonna, B. Benassi, A. Benassi             | 3:43 |
| 2.                   | "Gang Bang"                                         | Madonna, William Orbit, Priscilla Hamilton, Keith Harris, Jean-Baptiste, Don Juan | Madonna, Orbit, The Demolition Crew         | 5:26 |
| 3.                   | "I'm Addicted"                                      | Madonna, A. Benassi, B. Benassi                                                   | Madonna, B. Benassi, A. Benassi, Demolition | 4:33 |
| 4.                   | "Turn Up The Radio"                                 | Madonna, Martin Solveig, Michael Tordjman, Jade Williams                          | Madonna, Solveig                            | 3:46 |
| 5.                   | "Give Me All Your Luvin'" (ft. Nicki Minaj, M.I.A.) | Madonna, Solveig, Minaj, Maya Arulpragasam, Tordjman                              | Madonna, Solveig                            | 3:22 |
| 6.                   | "Some Girls"                                        | Madonna, Orbit, Klas Åhlund                                                       | Madonna, Orbit, Klas Åhlund                 | 3:53 |
| 7.                   | "Superstar"                                         | Madonna, Indiigo, Michael Malih                                                   | Madonna, Indiigo, Malih                     | 3:55 |
| 8.                   | "I Don't Give A" (ft. Nicki Minaj)                  | Madonna, Solveig, Minaj, Julien Jabre                                             | Madonna, Solveig                            | 4:19 |
| 9.                   | "I'm A Sinner"                                      | Madonna, Orbit, Jean-Baptiste                                                     | Madonna, Orbit                              | 4:52 |
| 10.                  | "Love Spent"                                        | Madonna, Orbit, Jean-Baptiste, Hamilton, Whyte, Buendia, McHenry                  | Madonna, Free School                        | 3:46 |
| 11.                  | "Masterpiece"                                       | Madonna, Julie Frost, Jimmy Harry                                                 | Madonna, Orbit, Harry                       | 3:59 |
| 12.                  | "Falling Free"                                      | Madonna, Laurie Mayer, Orbit, Joe Henry                                           | Madonna, Orbit                              | 5:13 |
| Totale lengte: 50:52 |                                                     |                                                                                   |                                             |      |

### Luxe-editie
| Nr.                  | Titel                                        | Schrijvers                                                       | Producers                                   | Duur |
| -------------------- | -------------------------------------------- | ---------------------------------------------------------------- | ------------------------------------------- | ---- |
| 13.                  | "Beautiful Killer"                           | Madonna, Solveig, Tordjman                                       | Madonna, Solveig                            | 3:49 |
| 14.                  | "I Fucked Up"                                | Madonna, Solveig, Jabre                                          | Madonna, Solveig                            | 3:29 |
| 15.                  | "B-Day Song" (ft. M.I.A.)                    | Madonna, Arulpragasam, Solveig                                   | Madonna, Solveig                            | 3:33 |
| 16.                  | "Best Friend"                                | Madonna, A. Benassi, B. Benassi                                  | Madonna, Demolition, B. Benassi, A. Benassi | 3:20 |
| 17.                  | "Give Me All Your Luvin'" (ft. LMFAO)        | Madonna, Solveig, Minaj, Arulpragasam, Tordjman                  | Madonna, Solveig, LMFAO                     | 4:02 |
| 18.                  | "Love Spent" (Acoustich) (iTunes Store only) | Madonna, Orbit, Jean-Baptiste, Hamilton, Whyte, Buendia, McHenry | Madonna, Orbit, Free School                 | 4:24 |
| Totale lengte: 60:09 |                                              |                                                                  |                                             |      |

## Hitnoteringen

### NederlandseAlbum Top 100
| Hitnotering (week 1 t/m 19): 31-03-2012 t/m 04-08-2012 Hitnotering (week 20): 18-08-2012 Hitnotering (week 21): 01-09-2012 | Hitnotering (week 1 t/m 19): 31-03-2012 t/m 04-08-2012 Hitnotering (week 20): 18-08-2012 Hitnotering (week 21): 01-09-2012 | Hitnotering (week 1 t/m 19): 31-03-2012 t/m 04-08-2012 Hitnotering (week 20): 18-08-2012 Hitnotering (week 21): 01-09-2012 | Hitnotering (week 1 t/m 19): 31-03-2012 t/m 04-08-2012 Hitnotering (week 20): 18-08-2012 Hitnotering (week 21): 01-09-2012 | Hitnotering (week 1 t/m 19): 31-03-2012 t/m 04-08-2012 Hitnotering (week 20): 18-08-2012 Hitnotering (week 21): 01-09-2012 | Hitnotering (week 1 t/m 19): 31-03-2012 t/m 04-08-2012 Hitnotering (week 20): 18-08-2012 Hitnotering (week 21): 01-09-2012 | Hitnotering (week 1 t/m 19): 31-03-2012 t/m 04-08-2012 Hitnotering (week 20): 18-08-2012 Hitnotering (week 21): 01-09-2012 | Hitnotering (week 1 t/m 19): 31-03-2012 t/m 04-08-2012 Hitnotering (week 20): 18-08-2012 Hitnotering (week 21): 01-09-2012 | Hitnotering (week 1 t/m 19): 31-03-2012 t/m 04-08-2012 Hitnotering (week 20): 18-08-2012 Hitnotering (week 21): 01-09-2012 | Hitnotering (week 1 t/m 19): 31-03-2012 t/m 04-08-2012 Hitnotering (week 20): 18-08-2012 Hitnotering (week 21): 01-09-2012 | Hitnotering (week 1 t/m 19): 31-03-2012 t/m 04-08-2012 Hitnotering (week 20): 18-08-2012 Hitnotering (week 21): 01-09-2012 | Hitnotering (week 1 t/m 19): 31-03-2012 t/m 04-08-2012 Hitnotering (week 20): 18-08-2012 Hitnotering (week 21): 01-09-2012 | Hitnotering (week 1 t/m 19): 31-03-2012 t/m 04-08-2012 Hitnotering (week 20): 18-08-2012 Hitnotering (week 21): 01-09-2012 |
| Week: | 1 | 2 | 3 | 4 | 5 | 6 | 7 | 8 | 9 | 10 | 11 | 12 |
| --- | --- | --- | --- | --- | --- | --- | --- | --- | --- | --- | --- | --- |
| Positie: | 1 | 5 | 8 | 17 | 20 | 23 | 27 | 43 | 59 | 72 | 56 | 54 |
| Week: | 13 | 14 | 15 | 16 | 17 | 18 | 19 | | 20 | | 21 | |
| Positie: | 47 | 43 | 26 | 16 | 44 | 68 | 64 | uit | 86 | uit | 92 | uit |

### VlaamseUltratop 200-albums
| Hitnotering: 31-03-2012 t/m 01-09-2012 | Hitnotering: 31-03-2012 t/m 01-09-2012 | Hitnotering: 31-03-2012 t/m 01-09-2012 | Hitnotering: 31-03-2012 t/m 01-09-2012 | Hitnotering: 31-03-2012 t/m 01-09-2012 | Hitnotering: 31-03-2012 t/m 01-09-2012 | Hitnotering: 31-03-2012 t/m 01-09-2012 | Hitnotering: 31-03-2012 t/m 01-09-2012 | Hitnotering: 31-03-2012 t/m 01-09-2012 | Hitnotering: 31-03-2012 t/m 01-09-2012 | Hitnotering: 31-03-2012 t/m 01-09-2012 | Hitnotering: 31-03-2012 t/m 01-09-2012 | Hitnotering: 31-03-2012 t/m 01-09-2012 |
| Week:                                  | 1                                      | 2                                      | 3                                      | 4                                      | 5                                      | 6                                      | 7                                      | 8                                      | 9                                      | 10                                     | 11                                     | 12                                     |
| -------------------------------------- | -------------------------------------- | -------------------------------------- | -------------------------------------- | -------------------------------------- | -------------------------------------- | -------------------------------------- | -------------------------------------- | -------------------------------------- | -------------------------------------- | -------------------------------------- | -------------------------------------- | -------------------------------------- |
| Positie:                               | 1                                      | 1                                      | 7                                      | 12                                     | 17                                     | 27                                     | 43                                     | 44                                     | 52                                     | 52                                     | 77                                     | 57                                     |
| Week:                                  | 13                                     | 14                                     | 15                                     | 16                                     | 17                                     | 18                                     | 19                                     | 20                                     | 21                                     | 22                                     | 23                                     |                                        |
| Positie:                               | 66                                     | 70                                     | 71                                     | 68                                     | 21                                     | 56                                     | 59                                     | 65                                     | 81                                     | 68                                     | 74                                     | uit                                    |